# وتاکوی: عشق واسه اوتاکوها سخته (فیلم)
وتاکوی: عشق واسه اوتاکوها سخته (انگلیسی: Wotakoi: Love Is Hard for Otaku) یک فیلم کمدی رمانتیک ژاپنی محصول ۲۰۲۰ بر اساس سری مانگا با همین نام (وتاکوی: عشق واسه اوتاکوها سخته)، به کارگردانی یوایچی فوکودا و توزیع شده توسط توهو است.